# Lote Ocho
Lote Ocho är en ort i Mexiko.   Den ligger i kommunen Salto de Agua och delstaten Chiapas, i den sydöstra delen av landet, 800 km öster om huvudstaden Mexico City. Lote Ocho ligger 881 meter över havet och antalet invånare är 379.
Terrängen runt Lote Ocho är kuperad åt sydväst, men åt nordost är den bergig. Lote Ocho ligger uppe på en höjd. Runt Lote Ocho är det ganska glesbefolkat, med 38 invånare per kvadratkilometer. Närmaste större samhälle är Palenque, 18,9 km öster om Lote Ocho. I omgivningarna runt Lote Ocho växer i huvudsak städsegrön lövskog.